# Новосибирский государственный художественный музей
Новосибирский государственный художественный музей учреждён в Новосибирске распоряжением Совета Министров РСФСР от 16 января 1957 г. № 16 «Об организации в г. Новосибирске областной картинной галереи», в том же году началось формирование коллекции музея. Открытие для посещения состоялось 27 декабря 1958 года. В 2004 году Новосибирская картинная галерея преобразована в музей.

## История
Первоначально галерея занимала первый этаж пятиэтажного жилого дома по улице Свердлова. С 1982 года музей размещен в здании бывшего Сибревкома. Часть здания, построенная в 1926 году архитектором А. Д. Крячковым — памятник архитектуры республиканского значения. В 1948 году к нему была сделана пристройка. До момента размещения в здании Картинной галереи, здесь располагались областной и городской комитеты КПСС.
Кроме Новосибирского художественного музея в здании находятся Музей восковых фигур, Новосибирский музей игрушки и Театр художественной куклы.
В основе коллекции музея экспонаты, переданные в конце 1950-х —начале 1960-х годов Министерствами культуры РСФСР и СССР, Третьяковской галереей, Государственным Русским музеем (13 работ), Павловским дворцом-музеем (22 работы), Пермской картинной галереей (16 работ), ГМИИ им. А. С. Пушкина, Государственным Эрмитажем и другими музеями России. Первыми частными дарителями музея выступили П. Е. Корнилов (Ленинград) и В. М. Пивкин (Новосибирск). 
В 1960-е — 1980-е годы музей проводит самостоятельную политику в области комплектования своих фондов. С 1962 по 1982 год директором музея являлась Мария Качальская.

## Экспозиция

### Иконы
Представлены иконы XVI — XX вв. Московской школы, Строгановского направления, Поволжья, Украины, Урала и Сибири.
Особый раздел составляют народные иконы, собранные в ходе экспедиций на территории Новосибирской области (Сузунский и Колыванский районы). В коллекции содержится более 500 единиц хранения. Коллекция сформировалась из икон, переданных галерее Министерством культуры Российской Федерации и приобретений у частных лиц.

### Русское искусство XVIII—XIX веков

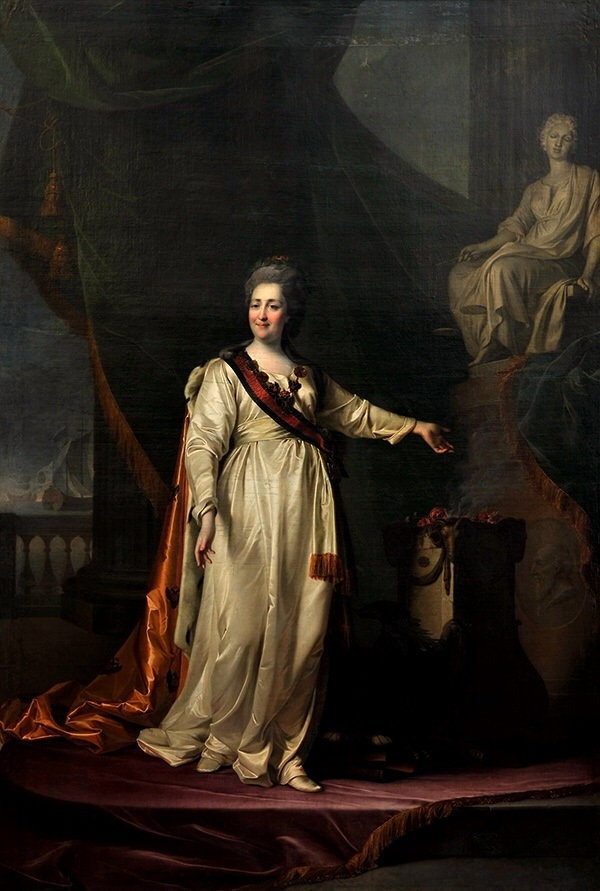
Левицкий — Екатерина II в виде Законодательницы в храме богини Правосудия

Портретный жанр XVIII столетия представлен, в частности, аллегорической картиной Д. Г. Левицкого «Екатерина II – законодательница в храме богини Правосудия» — авторским повторением знаменитого полотна, представленного в экспозиции Русского музея.
Произведение другого выдающегося художника второй половины XVIII века В. Л. Боровиковского — «Портрет князя А. Б. Куракина» — сокращённый вариант известного парадного портрета, хранящегося в Государственной Третьяковской галерее. Примером становления исторического жанра в рамках Академии Художеств служит картина В. Я. Родчева «Аполлон, повелевающий сатирам привязать Марсия к дереву». Среди произведений живописцев первой половины XIX века выделяются работы В. А. Тропинина «Портрет князя А. С. Долгорукова», «Портрет неизвестного» (1852). «Апостол Павел» работы К.Брюллова — образ, написанный для не сохранившейся лютеранской церкви Святого Петра в Санкт-Петербурге. Салонную линию портретного искусства середины XIX столетия демонстрируют полотна С. К. Зарянко и И. К. Макарова. Картина И. К. Айвазовского «Корабли на Феодосийском рейде» (1897), посвящена морской тематике, итальянские мотивы, свойственные пейзажному жанру этого времени, отражены в картинах М. Н. Воробьёва, Л. Ф. Лагорио.
Академическое направление представлено работами таких художников как А. И. Иванов, А. Г. Варнек, К. П. Брюллов. В этом разделе хранятся и работы редких мастеров (Я. Ф. Яненко, М. Т. Дурнова).
Раздел 2-й половины XIX века знакомит с произведениями В. В. Пукирева, Н. Н. Ге, В. Г. Перова, пейзажами И. И. Ендогурова и Ю. Ю. Клевера.
Творчество передвижников представлено работами И. М. Прянишникова («Погорелые» (1871)), В. М. Васнецова, И. И. Шишкина, А. К. Саврасова, Ф. А. Васильева, А. И. Куинджи, И. Е. Репина («Портрет графа Д. М. Сольского»), В. И. Сурикова, В. Е. Маковского, И. И. Левитана, В. Д. Поленова, Г. Г. Мясоедова.

### Русское искусство начала XX вв.

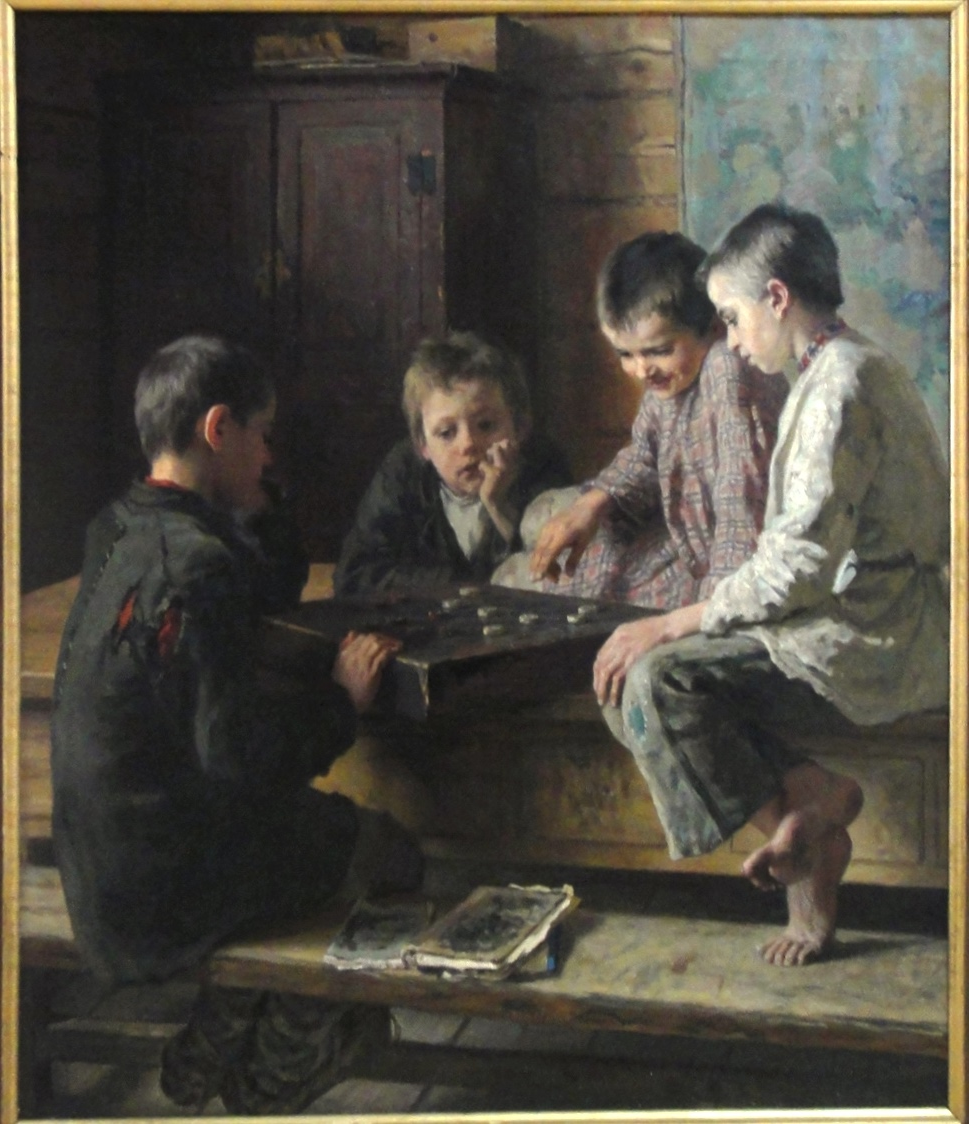
Богданов-Бельский «Между уроками»

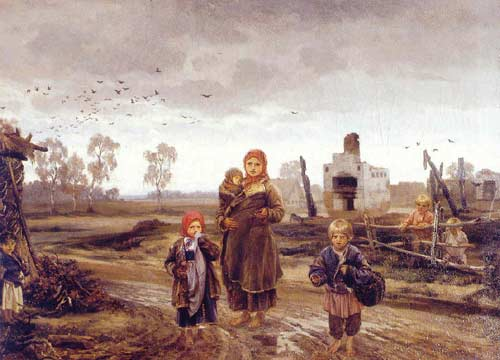
И. М. Прянишников. (1840—1894). «Погорелые». 1871

Представлены картины мастеров «Союза русских художников» — С. Ю. Жуковский, Л. В. Туржанский, П. И. Петровичев, А. Е. Архипов, А. А. Рылов («Летний пейзаж с церковью» (1916)), группировки «Бубновый валет» — П. П. Кончаловский («Овощи» (1916), «Портрет артистки Ангелины Осиповны Степановой» (1933)), Р. Р. Фальк («Торговец старым платьем» (1910), «Бутыль и груши» (1912)), объединения «Мир искусства» — К. А. Коровин, А. Я. Головин, а также А. Н. Бенуа и Е. Е. Лансере (совместная композиция «Приезд императрицы Елизаветы Петровны рано утром с тетеревиных токов в Царское Село»). Выделяется коллекция произведений З. Е. Серебряковой («На террасе в Харькове» (1919), «Балерины в уборной» (1923) и др.). Экспрессионизм в русском искусстве демонстрируют произведения Б. Д. Григорьева.
Особый раздел составляет собрание из 60 работ Н. К. Рериха, созданных в последнее десятилетие жизни мастера. Они были переданы картинной галерее в 1957 году в соответствии с завещанием художника. Особый интерес вызывают пейзажи из серии «Гималаи».

### Искусство советского периода и русское искусство конца XX — начала XXI веков
Советский период русской живописи включает работы И. И. Машкова, К. С. Петрова-Водкина («Портрет жены», 1943, «Колхозница на озере Ильмень», 1936), К. Н. Редько («Портрет Адриена Лежена», 1940), А. В. Шевченко, К. Ф. Юона, А. В. Куприна, П. Д. Корина («Портрет маршала бронетанковых войск П. С. Рыбалко», 1947), В. Ф. Стожарова, Б. Я. Ряузова, В. Е. Попкова, В. И. Иванова, Т. Г. Назаренко, Н. И. Нестеровой, И. Л. Лубенникова, А. Г. Поздеева, В. М. Мизерова, Н. А. Надольской.
Конец XX — начало XXI веков представлены художниками московской и петербургской школ, художниками Сибири и конкретно Новосибирска: Николай Рыбаков, Е. Дыбский, М. Кантор, И. Затуловская, З. Аршакуни, А. Слепышев, Константин Сутягин и др.

### Зарубежное искусство
Коллекция зарубежного искусства являет собой небольшое собрание живописи, коллекцию гравюры и отдельные экспонаты скульптуры и декоративно-прикладного искусства.
Зарубежная живопись, в основном, содержит работы европейских мастеров XVI—XIX вв. основных национальных школ (Италия, Фландрия, Голландия, Германия, Франция).
Среди них необходимо выделить работы фламандских (С. Вранкс «Гуляние на улице», и Д. Тенирс мл. и Л. ван Юден «Лес на берегу пруда»), голландских (А. ван Эвердинген «Пейзаж с хижиной», П. Клас «Натюрморт с крабом», Н. Мас (?) «Женский портрет») и французских мастеров (неизвестный художник круга Н. Пуссена «Танец вокруг золотого тельца» и Ю. Робер «Греческий храм и колоннада Бернини»).
Раздел графики состоит в большей степени из репродукционной гравюры французских, итальянских и английских художников XVII—XVIII вв. (Ж. Эделинк, А. Массон, К. Меллан), включая лишь отдельные оригинальные листы Н.-Т. Шарле и П. Гаварни.
Коллекция современного зарубежного искусства представлена работами испанских, итальянских, японских и австралийских художников.

## Жизнь музея
Каждые два года в Новосибирске проходит Международная биеннале современной графики (теперь — триеналле), целью которой является обогащение культурной жизни сибирского региона и демонстрация современного художественного развития в области графических искусств.
В музее регулярно проводятся экскурсии, лектории, конкурсы. НГХМ ведёт активную научно-исследовательскую работу, в нём проходят конференции, семинары, «круглые столы». Издательская деятельность включает в себя выпуск публикаций о коллекции музея, сборников статей и конференций, изданий о творчестве отдельных художников, чьи произведения хранятся в музейном фонде, книг и альбомов по истории создания и развития НГХМ.

## Кражи
В сентябре 2002 года из художественного музея была похищена картина И. К. Айвазовского «Корабль на мели», написанная художником в 1872 году. Вор проник в помещение через балкон второго этажа. Когда сработала сигнализация и приехала милиция, он уже скрылся с места преступления. Преступник находился в помещении не более одной минуты. По мнению милиции, кража носила заказной характер.